# Helås
Helås is een plaats in de gemeente Vara in het landschap Västergötland en de provincie Västra Götalands län in Zweden. De plaats heeft 158 inwoners (2005) en een oppervlakte van 39 hectare. Helås wordt omringd door akkers. In de plaats is de in 1933 gestichte voetbalclub Helås IF te vinden. De plaats Vara ligt zo'n vijf kilometer ten oosten van het dorp.